# 島田賢人
島田 賢人（しまだ けんと、1988年4月6日 - ）は、埼玉県出身の競艇選手。登録番号4505。身長161cm。血液型A型。102期。埼玉支部所属。同期に山田康二、桑原悠、樋口由加里らがいる。

## 来歴
- やまと競艇学校時代、リーグ戦勝率5.72（準優出5　優出2）の成績を残して、卒業記念競走で優勝した[1]。
- 2008年5月21日、戸田競艇場でデビュー（6着）。
- 2009年6月13日、桐生競艇場での「第6回大間々カントリー倶楽部杯」4日目2Rで初勝利（117走目）。
- 2012年6月4日、戸田競艇場での「G3新鋭リーグ第10戦」で初優出（6着）[2]。